# 短裂苦苣菜
短裂苦苣菜（学名：Sonchus uliginosus）是菊科苦苣菜属的植物，为中国的特有植物。分布于俄罗斯、阿富汗、尼泊尔、巴基斯坦以及中国大陆的甘肃、辽宁、内蒙古、河北、新疆、黑龙江、青海、山西、陕西、吉林、浙江、江苏、河南、云南、四川、西藏等地，生长于海拔2,400米至2,800米的地区，目前尚未由人工引种栽培。